# Virginie Thévenet
Virginie Thévenet (París, 12 de gener del 1957) és una actriu, directora i guionista francesa, coneguda per Les Nuits de la pleine lune (1984), L'Argent de poche (1976) i Le Beau mariage (1982).

## Filmografia
Filmografia:

### Actriu
- 1970: Les Stances de Sophie, de Moshé Mizrahi
- 1972: Faustine et le Bel Été
- 1972: Els zozòs, de Pascal Thomas, Martine
- 1976: La pell dura, de François Truffaut
- 1976: La Surprise du chef, de Pascal Thomas, Sabine
- 1977: Une sale histoire, de Jean Eustache
- 1977: La Nuit tous les chats sont gris, de Gérard Zingg, Jeannette
- 1978: La Tortue sur le dos, de Luc Béraud, Nathalie
- 1981: Quartet, de James Ivory, Mademoiselle Chardin
- 1981: L'Année prochaine... si tout va bien, de Jean-Loup Hubert, la noia que estima els còmics
- 1982: Le Beau mariage, d'Éric Rohmer, la casada
- 1983: Debout les crabes, la mer monte!, de Jean-Jacques Grand-Jouan, Agnès
- 1984: Il ne faut jurer de rien, de Christian Vincent (director) (curt)
- 1984: Les Nuits de la pleine lune, d'Éric Rohmer, Camille
- 1985: Rosette vend des roses, Rosette
- 1987: Rosette cherche une chambre, Rosette
- 1987: Le Cri du hibou, de Claude Chabrol, Véronique
- 1988: Ada dans la jungle, de Gérard Zingg

### Directora
- La Nuit porte-jarretelles (1984)
- Jeux d'artifices (1986)
- Sam suffit (1992)